# Eenhana-Schrein
Der Eenhana-Schrein und Gedenkpark (englisch Eenhana Shrine; auch Eenhana Memorial Park and Shrine ) ist ein Kriegerdenkmal nahe der Stadt Eenhana in der Region Ohangwena im zentralen Norden Namibias. 
Das für fünf Millionen Namibia-Dollar errichtete Denkmal wurde 2008 von Staatspräsident Hifikepunye Pohamba eingeweiht und dient der Erhaltung der Erinnerungen an den namibischen Freiheitskampf. Der Bau wurde von dem chinesischen Unternehmen China State Construction Engineering errichtet.

## Öffentliche Wahrnehmung
Das Denkmal wurde Ende 2010 zur Aufnahme in die Liste der Nationalen Denkmäler in Namibia vorgeschlagen, auch um das öffentliche Interesse an dem Schrein zu erhöhen. Derzeit gilt er als Weißer Elefant und wird kaum in der Öffentlichkeit und von Touristen wahrgenommen.

## Quelle
- Shrine unknown, New Era, 27. Januar 2011 (Memento vom 31. März 2012 im Internet Archive) (englisch)